# Sabuli
Sabuli (Saboli) ist ein osttimoresischer Suco im Verwaltungsamt Metinaro (Gemeinde Dili).

## Geographie

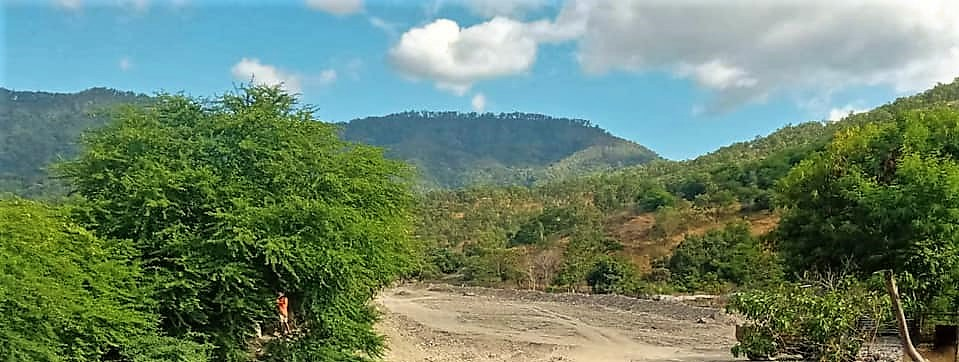
Sabuli (Mai 2021)

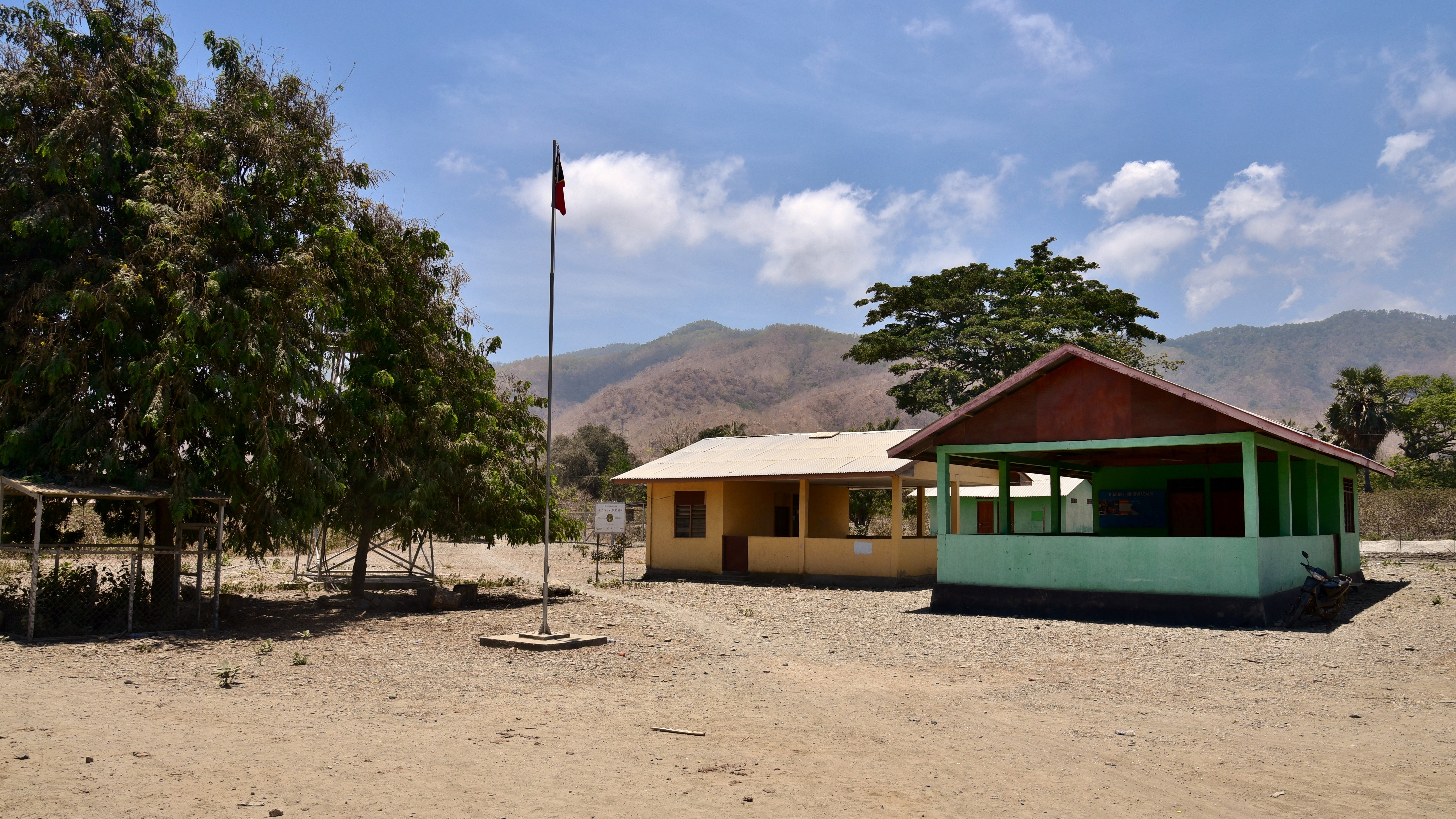
Das Konferenzzentrum (Okt. 2018)

Der Suco liegt im Westen des Verwaltungsamts Metinaro an der Küste der Straße von Wetar. Östlich liegt der Suco Wenunuc, südöstlich der Suco Mantelolão, westlich das Verwaltungsamt Cristo Rei mit seinem Suco Hera. Der Ponta Hatomanulaho im Westen Sabulis markiert das östliche Ende der Bucht von Hera. Ihm folgt die Bucht von Hatarairun Ulun, bevor die Küste wieder nach Norden verläuft und an der Mündung des Lobain weiter nach Osten. Der Fluss fließt in der Regenzeit durch den Osten des Sucos. In den Lobain mündet der Sabuli. Im Süden grenzt Sabuli an das Verwaltungsamt Remexio (Gemeinde Aileu) mit seinem Suco Liurai. Vor der Gebietsreform 2015 hatte Sabuli eine Fläche von 25,11 km². Sabuli gab im Westen Gebiete an Hera ab und erhielt dafür Territorien im Süden von Wenunuc. Nun hat Sabuli 13,38 km².
Der Suco teilt sich in die vier Aldeias Acadiru Laran, Behauc, Behoquir und Sabuli.
Grob der Küstenlinie folgend führt die nördliche Küstenstraße durch den Suco. Sie ist eine der wichtigsten Verkehrswege des Landes, die die Landeshauptstadt Dili mit dem Osten des Landes verbindet. An der Straße liegt das Siedlungszentrum Metinaro. Dazu gehören auf dem Gebiet von Sabuli die Ortsteile Wenunuc (Benunuc, Benunuk), Sabuli, Lebutun, Manuleu, Kabura, Sukaerlaran, Sabuli und Ayalan. Im Zentrum des Orts Metinaro liegen die Grundschule Escola Primaria No. 6, eine Polizeistation und ein kommunales Gesundheitszentrum.

## Einwohner
In Sabuli leben 2.052 Einwohner (2022), davon sind 1.066 Männer und 986 Frauen. Die gesamte Bevölkerung des Sucos wohnt in einer als ländlich klassifizierten Umgebung. Im Suco gibt es 400 Haushalte. Über 66 % der Einwohner geben Mambai als ihre Muttersprache an. Fast 21 % sprechen Tetum Prasa, etwa 5 % Galoli, knapp 4 % Makasae, mehr als 2,5 % Nanaek und Minderheiten Fataluku, Baikeno oder Tetum Terik.

## Politik
Bei den Wahlen von 2004/2005 wurde Matias Agapito R. da C. Oliveira zum Chefe de Suco gewählt und 2009 in seinem Amt bestätigt. 2016 gewann Ricardo do Santos.

## Wirtschaft

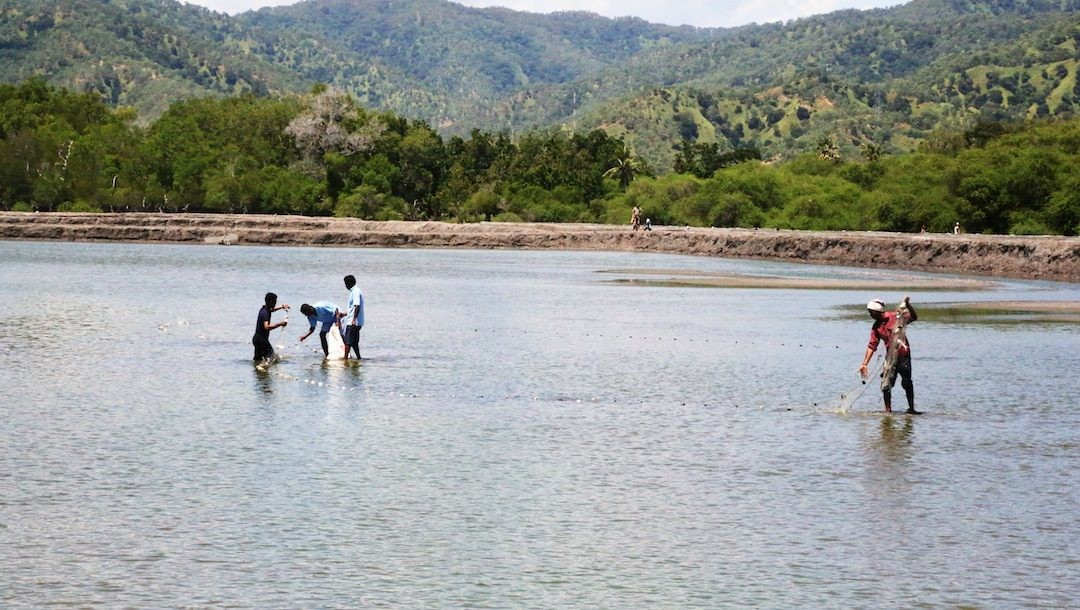
Fischer in Sabuli (2016)

Seit 2011 gibt es in Sabuli eine Fischzuchtfarm der Meti Murak Timor Lda., in der 60.000 Lachse gezüchtet werden.